# Congresso Popular do Norte
O Congresso Popular do Norte (em inglês: Northern People's Congress), também conhecido pelo acrônimo NPC, foi um partido político na Nigéria fundado em junho de 1949, o partido teve uma influência considerável na região norte da Nigéria desde década de 1950 até a eclosão do golpe de Estado em 1966.
Seus principais líderes foram Ahmadu Bello e Abubakar Tafawa Balewa, sendo que este último atuou como vice-presidente do partido e primeiro-ministro da Nigéria entre 1960 e 1966, período em que vigorou o período da Primeira República.
Após a Guerra Civil da Nigéria, que terminou com a vitória dos militares em 1967, o NPC acabou sendo extinto. Posteriormente, seus filiados migrariam para o Partido Nacional da Nigéria (NPN), que viria a ser majoritário durante o breve período da Segunda República. Makaman Bida, inclusive, tornou-se posteriormente líder do NPN em 1978.

## Resultados eleitorais

### Eleições parlamentares
| Data | CI. | Votos                 | %           | +/-    | Deputados | +/-  | Status  |
| ---- | --- | --------------------- | ----------- | ------ | --------- | ---- | ------- |
| 1954 | 1.º | Dados não encontrados | 45,65 / 100 | Novo   | 84 / 184  | Novo | Governo |
| 1959 | 1.º | 2 594 577             | 34,01 / 100 | 11.64% | 134 / 312 | 50   | Governo |
| 1964 | 1.º | 2 168 007             | 37,67 / 100 | 3.66%  | 162 / 312 | 28   | Governo |